# 어빙 랭뮤어

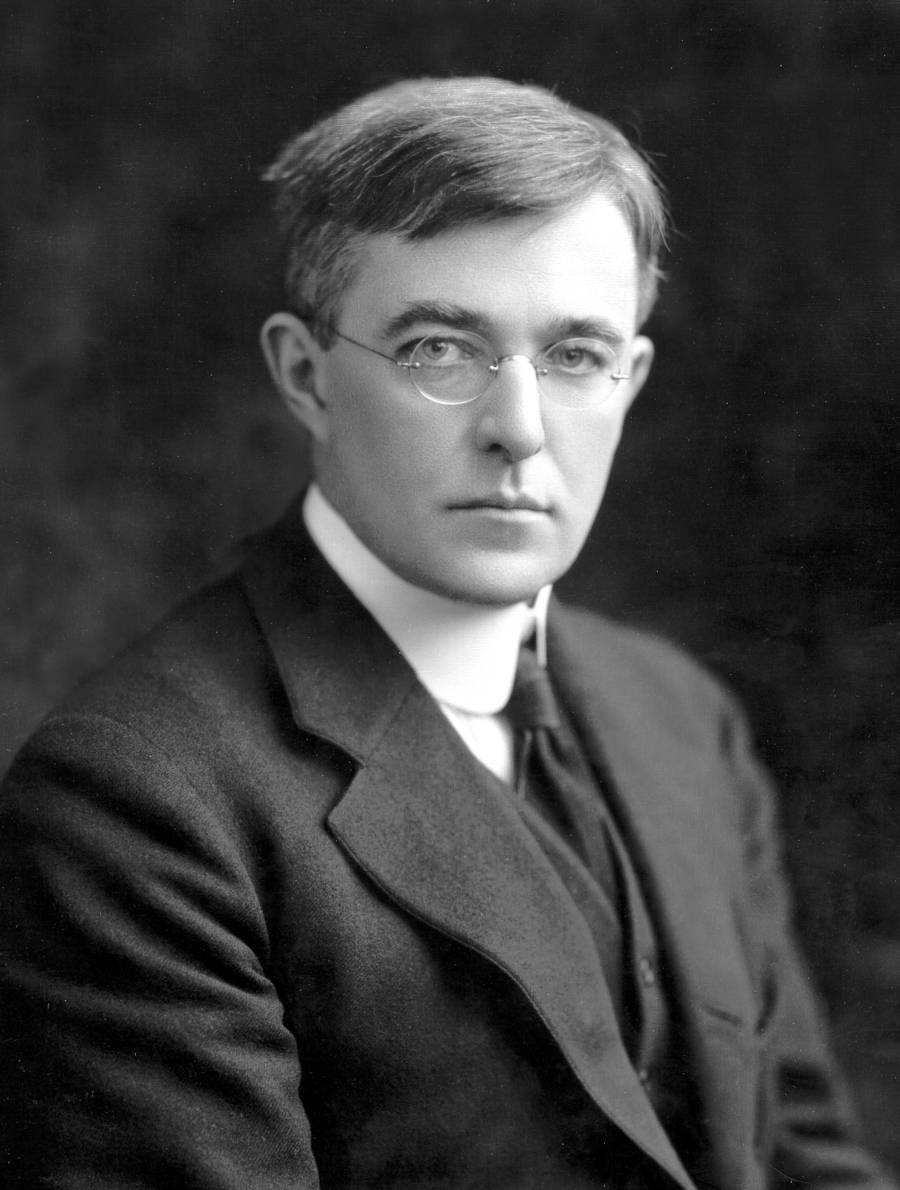
어빙 랭뮤어 (1923년경)

어빙 랭뮤어(영어: Irving Langmuir, 1881년 1월 31일 ~ 1957년 8월 16일)는 미국의 물리학자이다.
계면(界面) 현상을 연구한 것으로 유명하다. 뉴욕의 브루클린에서 태어나, 컬럼비아 광산학교를 졸업하고, 독일의 괴팅겐 대학교에서 독일의 물리학자 네른스트의 지도를 받았다. 귀국 후 제너럴 일렉트릭의 연구소에 들어갔다. 텅스텐 전구와 진공관의 벽에 필라멘트의 증발기체가 흡착하는 현상을 연구하고, 이것을 막을 수 있는 가스넣은 전구를 발명했다.
그 뒤 그는 흡착문제에 흥미를 가지고, 1916년 ~ 1918년에 걸쳐서 금속 표면의 기체의 화학 흡착을 연구하여, 이것을 단분자층 (單分子層) 흡착이라 정의했다. 이때 유명한 '랭뮤어의 흡착 등온식'을 유도했다. 또 계면현상과 화학구조와의 관계에 대해서도 고찰을 깊이하여, 1919년에는 '루이스·랭뮤어의 원자가 (原子價) 이론'을 발표하고, 화학 결합론을 발전시켰다. 그 밖에 응결 펌프·진공계·고압 정류관 등 그의 연구는 널리 기초·응용 면에 걸쳐 유기적인 연관성을 가지고 있다. 1932년에는 계면 화학에 대한 공헌으로 노벨 화학상을 받았다. 1950년 제너럴 일렉트릭의 부소장에서 은퇴하였다.

## 같이 보기
- 18 전자 규칙